# Steve Owens
Loren Everett Owens, detto Steve (Gore, 9 dicembre 1947), è un ex giocatore di football americano statunitense che ha giocato nel ruolo di running back nella National Football League (NFL). Al college ha giocato a football all'Università dell'Oklahoma con cui nel 1969 ha vinto l'Heisman Trophy, il massimo riconoscimento individuale a livello universitario.

## Carriera professionistica
Owens fu scelto dai Detroit Lions nel corso del primo giro (19º assoluto) del Draft NFL 1970, giocandovi per tutta la carriera fino al 1974. Nel 1971 corse 1.035 yard, il primo giocatore della storia dei Lions a superare quota mille yard in una stagione, venendo convocato per il Pro Bowl. Fu costretto al ritiro nel 1975 dopo una serie di infortuni al ginocchio che lo rallentarono fin dal 1972.

## Palmarès
- Convocazioni al Pro Bowl: 1

1971
- Heisman Trophy - 1969
- College Football Hall of Fame

## Statistiche
| Yard corse         | 2.451 |
| Touchdown su corsa | 20    |